# Isla La Brasilera
Isla La Brasilera är en ö i Mexiko. Den ligger i lagunen Ensenada Pabellones och hör till kommunen Culiacán i delstaten Sinaloa, i den västra delen av landet. Arean är 0,83 kvadratkilometer.